# Turmhügel Willanzheim
Der Turmhügel Willanzheim ist eine abgegangene mittelalterliche Turmhügelburg (Motte) etwa 1100 Meter südsüdwestlich der Kirche von Willanzheim bei der Hagenmühle im Landkreis Kitzingen in Bayern. In Willanzheim existiert neben dem Turmhügel der sogenannte Burgstall Willanzheim. Beide Anlagen wurden zeitweise miteinander verwechselt.

## Geographische Lage
Die Burgstelle liegt an der nach Süden zum Tal des Breitbaches abfallenden Hangkante.

## Geschichte
Die Geschichte des Turmhügels ist eng mit der des Ortes Willanzheim verbunden. Bereits im Hochmittelalter saß hier ein Dienstmannengeschlecht, die Herren von Willanzheim, die 1137 mit Gerung erstmals Erwähnung finden. Gerung schenkte seine Burg im Jahr 1140 an das Hochstift bzw. Domkapitel Würzburg. Daraufhin vergab das Domkapitel die Anlage an verschiedene Adelsgeschlechter als Lehen. Noch saßen alle Adeligen in der Nähe der Ortskirche im heutigen Burgstall.
Erst im Zuge der Erwerbung der „Veste“ Willanzheim durch Kaiser Karl IV. im 14. Jahrhundert spaltete man die Dorfherrschaft. Die eine Familie wohnte im Burgstall am Ortsrand, die andere errichtete ein Weiherhaus in der Nähe der Hagenmühle. Erst Hans von Wenkheim gelang es 1428 beide Burgen in seinem Besitz zu vereinen. In der Folgezeit lebte die Familie Wenkheim in beiden Burgen. Allerdings gab man wohl das jüngere Weiherhaus, den heutigen Turmhügel, im 16. Jahrhundert bereits wieder auf. Heute wird der Turmhügel als Bodendenkmal geführt.

## Beschreibung
Der Durchmesser des Turmhügels beträgt noch 30 mal 20 Meter, an seiner Nordseite wurde er von einem heute seichten Graben von der leicht ansteigenden Hochfläche abgesetzt. Unter der Oberfläche haben sich 2,2 Meter breite Mauerreste sowie eine 0,2 Meter dicke Brandschicht erhalten, sie wurden 1953 bei Drainagearbeiten angeschnitten.